# Robinienminiermotte
Die Robinienminiermotte (Phyllonorycter robiniella Syn.: Macrosaccus robiniella) ist ein Schmetterling aus der Familie der Miniermotten (Gracillariidae).

## Merkmale
Die Falter der Robinienminiermotte zählen zu den Kleinschmetterlingen und erreichen eine Größe von etwa drei Millimetern. Auf der Flügeloberseite besitzen die Falter eine orange-weiße Zeichnung, die von schwarzen Linien getrennt ist.

## Verbreitung
Die Robinienminiermotte war ursprünglich in Nordamerika beheimatet und wurde in Europa zuerst 1983 in der Nähe von Basel gefunden.
 Weitere Verbreitung:
- 1988 – Frankreich, Deutschland, Italien
- 1989 – Österreich
- 1992 – Tschechische Republik und Slowakische Republik
- 1996 – Ungarn
- 1999 – Polen

Nachdem Phyllonorycter robiniella Ungarn erreicht hatte, nahm die weitere Verbreitung signifikant zu. Innerhalb von nur zwei Jahren legte die Art die 500 Kilometer messende Entfernung zwischen der Westgrenze und der Ostgrenze des Landes zurück, da die Gewöhnliche Robinie praktisch im gesamten Land verbreitet ist.

## Biologie
Die Raupen leben monophag an den Blättern der Gewöhnlichen Robinie (Robinia pseudoacacia). Nach der Paarung legen die Weibchen die länglichen graugrünen Eier an der Blattunterseite ab. Die weißen Raupen legen an der Blattunterseite der Gewöhnlichen Robinie zunächst eine kurze Gangmine an. Später entsteht daraus eine ovale Platzmine und am Schluss eine große, weiße Faltenmine. Oft fressen zwei bis drei Raupen gemeinsam in einer vergrößerten Mine. Die Larven durchlaufen bis zur Verpuppung fünf bis sechs Larvenstadien, wobei die komplette Entwicklung etwa fünf bis 11 Wochen dauert. Die Imagines der letzten Generation überwintern. Die Robinienminiermotte bildet in Mitteleuropa zwei bis drei Generationen (Frühsommer, Frühherbst) pro Jahr.
Ein Grund für die rasche Ausbreitung der Robinienminiermotte ist die Tatsache, dass es sich bei der Raupennahrungspflanze um einen Neophyt handelt, mit dem die einheimische Fauna wenig anzufangen weiß. Die Raupen leben daher relativ ungestört, was zu ihrer Verbreitung beiträgt. Die Auswirkungen auf den Baum bestehen in Blattverfärbungen und -verlusten, was aber offenbar auch bei starkem Befall keine ernsthafte Gefährdung für den Baum darstellt. Endgültige Aussagen über die Langzeitwirkung auf den Baum liegen allerdings noch nicht vor.
Aus der Literatur sind verschiedene Wespenarten bekannt, die an den Raupen parasitieren. Es handelt sich dabei um Erzwespen aus der Familie Eulophidae und um Brackwespen (Braconidae).

## Bilder

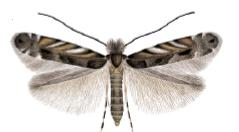
Präparat mit gespannten Flügeln
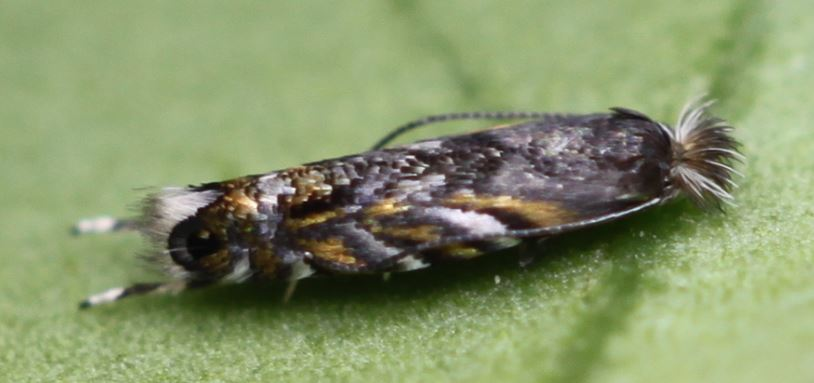
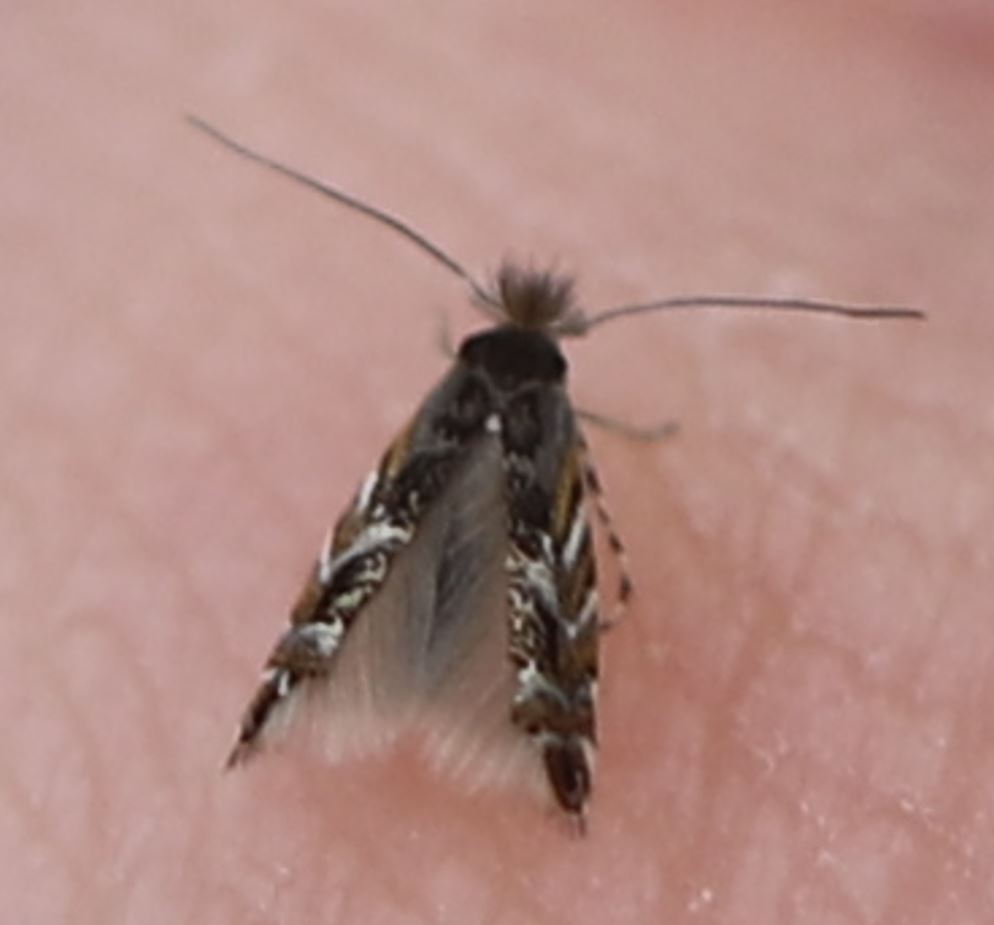
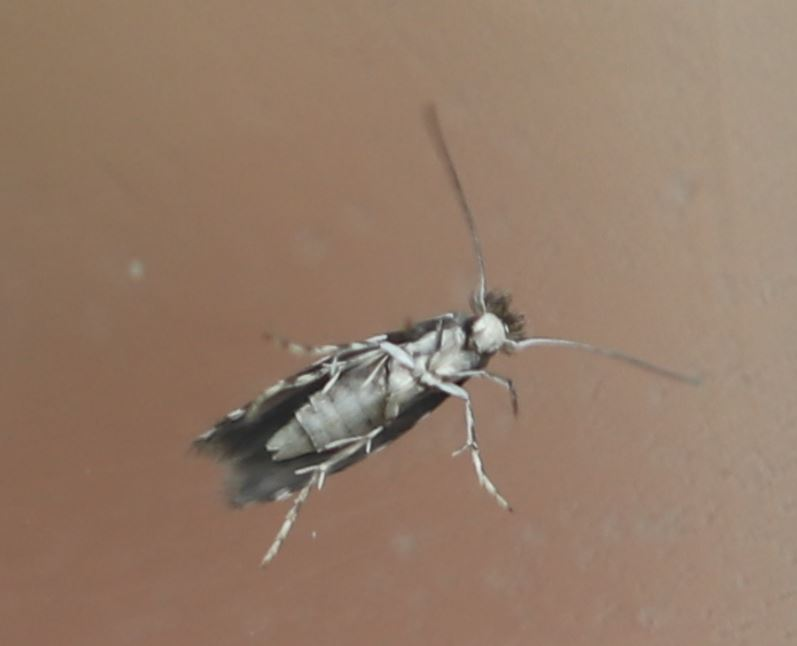
Dorsalansicht
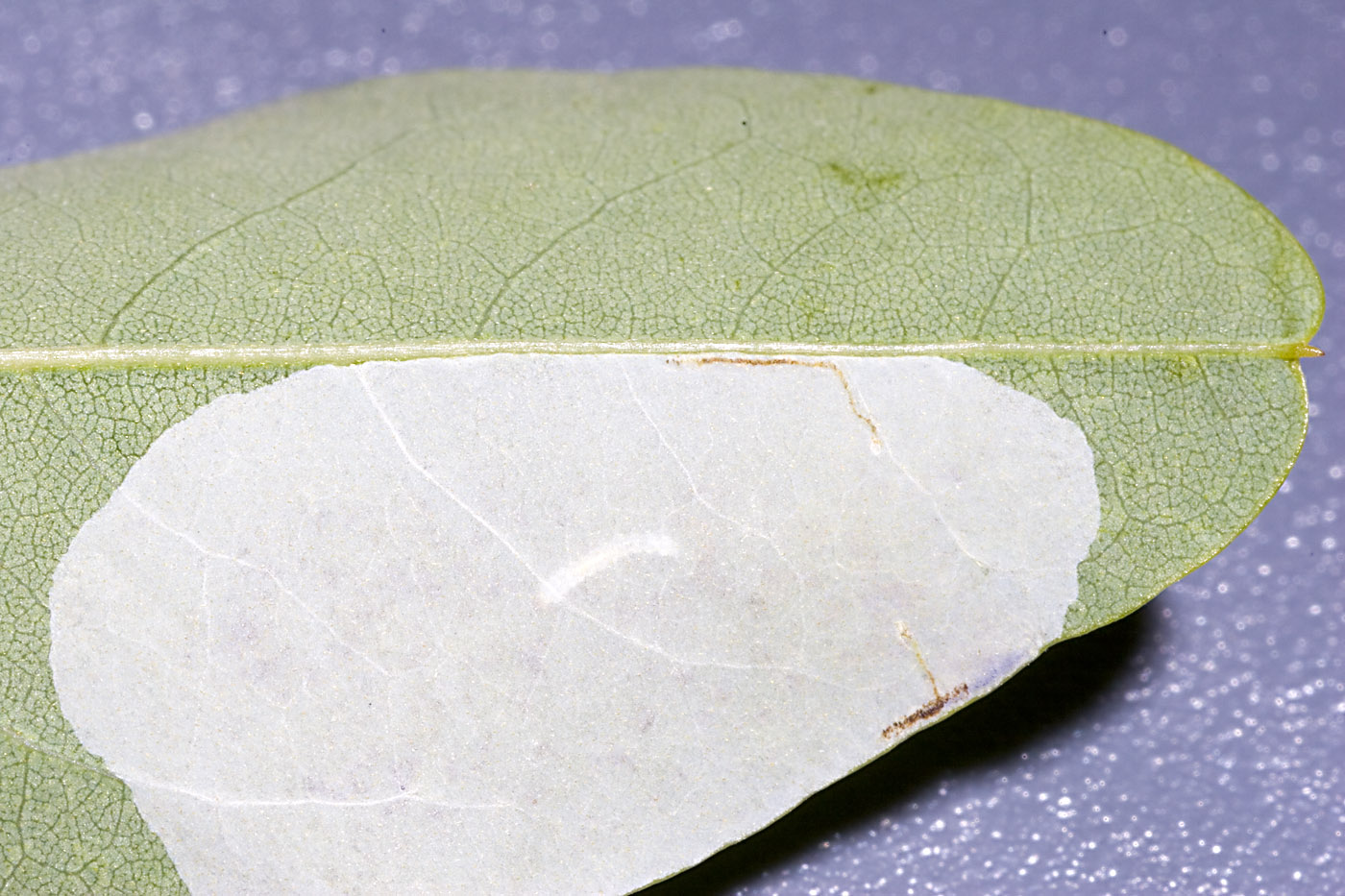
Platzmine einer Raupe
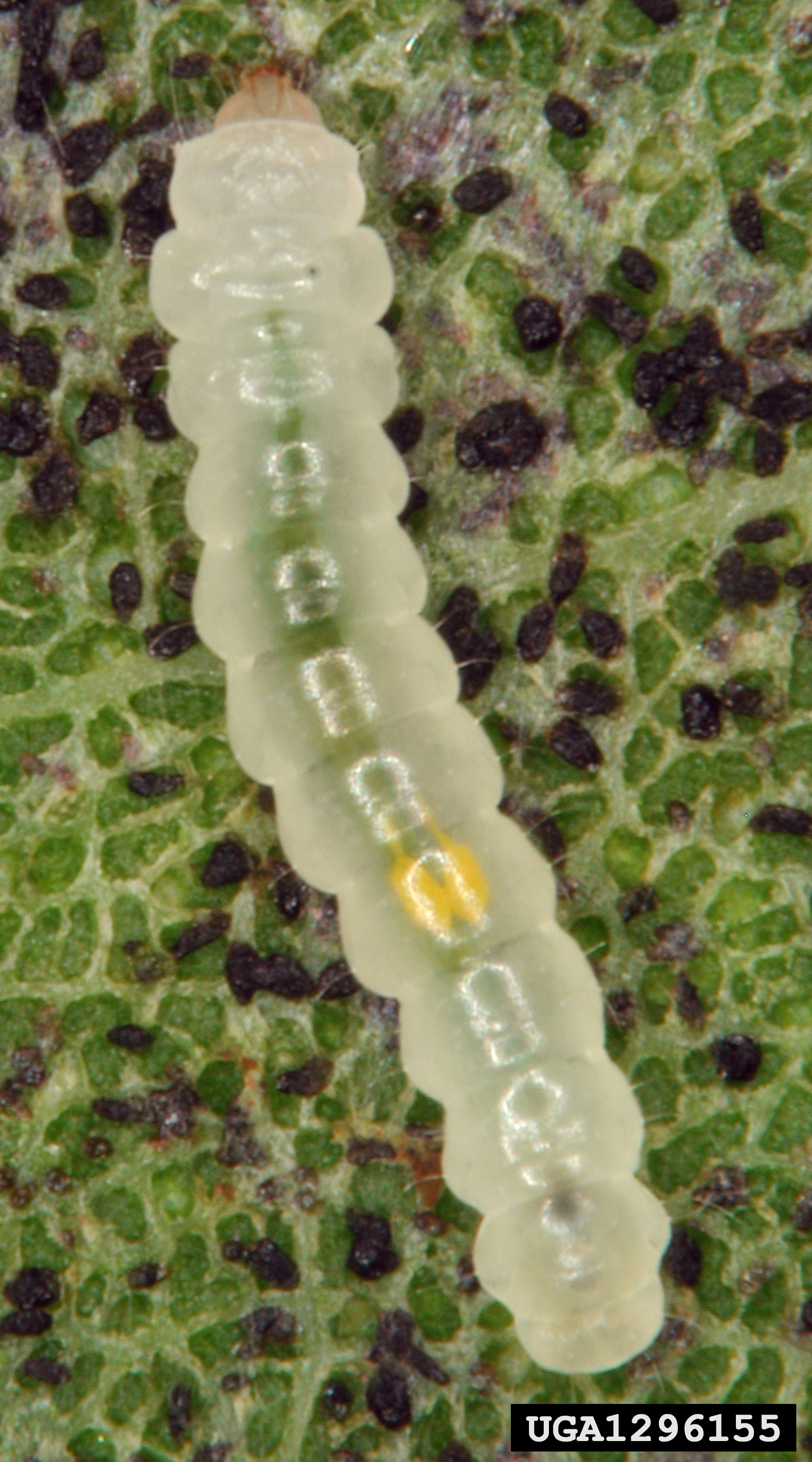
Raupe
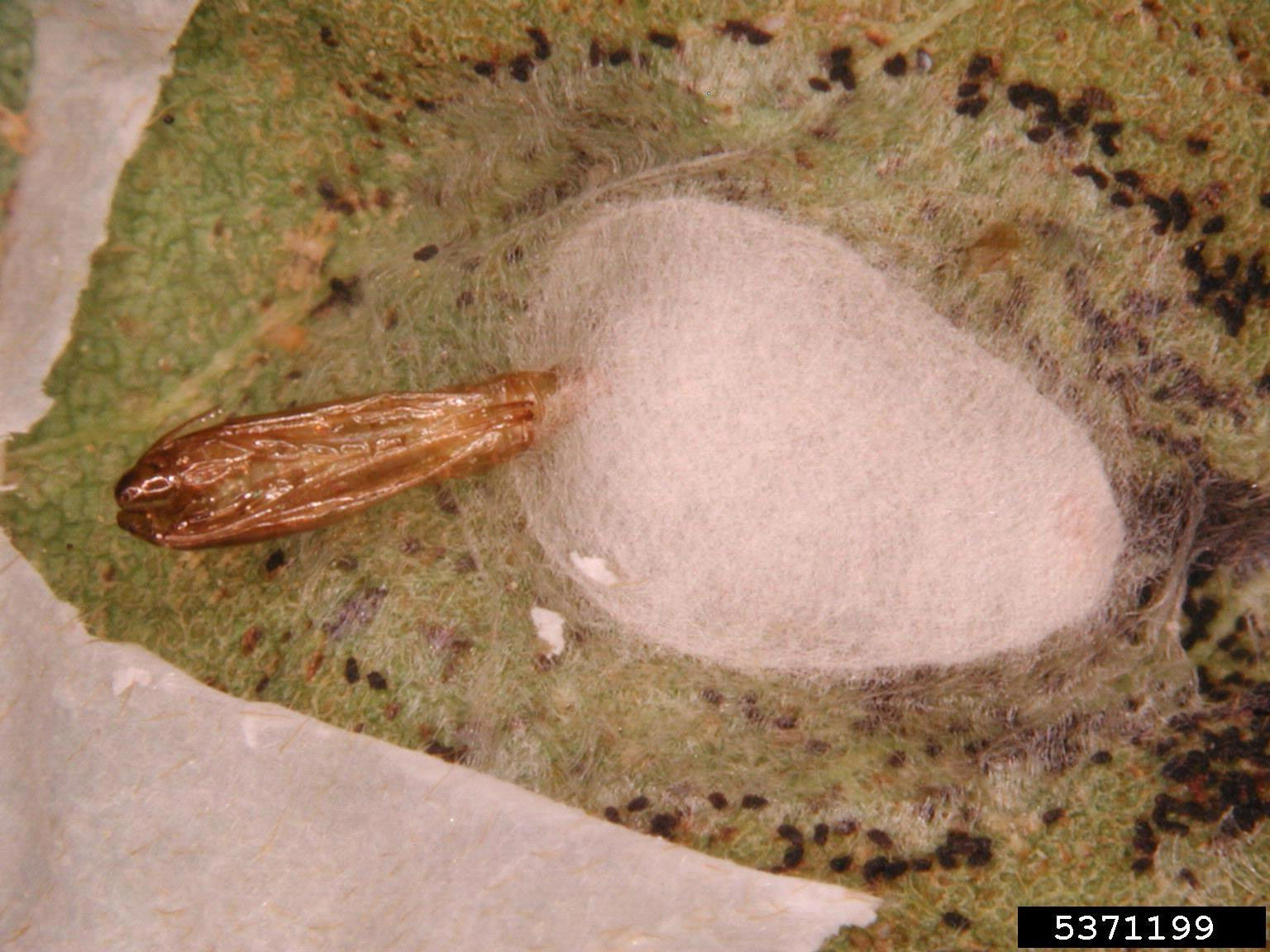
Kokon
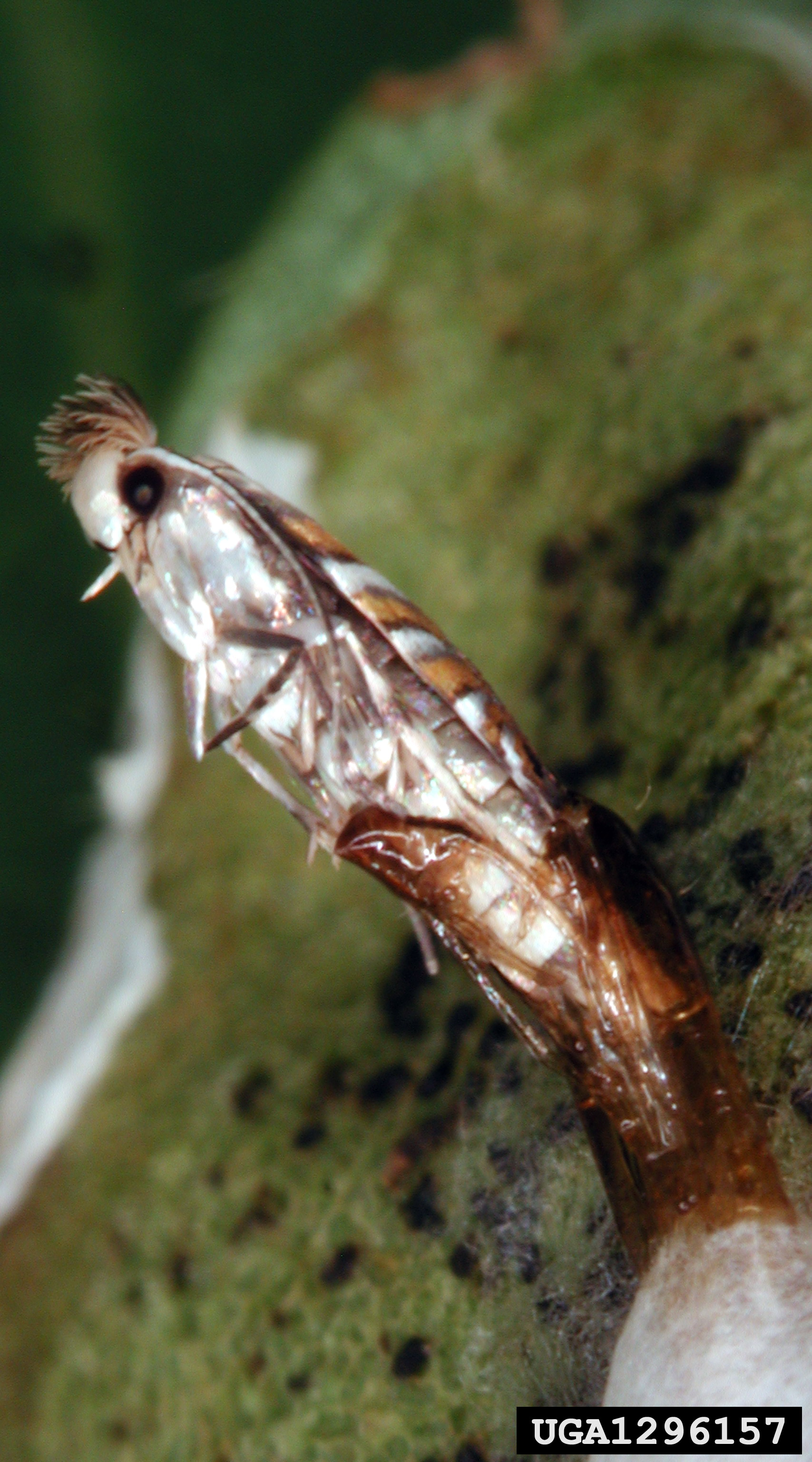
Schlüpfender Falter

## Belege
1. ↑  
Elzbieta Wojciechowicz-Zytko, Beata Jankowska: The Occurence and Harmfulness of Phyllonorycter robiniella (Clem.), a new Leafminer of Robinia pseudoacacia L. Trees. In: Electronic Journal of Polish Agricultural Universities, Horticulture, Volume 7, Issue 1. 2004, archiviert vom Original (nicht mehr online verfügbar) am 28. September 2007; abgerufen am 2. Januar 2008.
2. ↑  
Aleksandar Stojanovic, Cedomir Markovic: Parasitoid complex of Phyllonorycter robiniella (Clemens, 1859) (Lepidoptera, Gracillariidae) in Serbia. In: Journal of Pest Science. 4. Februar 2005, abgerufen am 2. Januar 2008.